# Gian Lorenzo Bernini
Gian Lorenzo Bernini, italijanski baročni kipar, arhitekt, slikar in pisec 17. stoletja, * 7. december 1598, Neapelj, † 28. november 1680, Rim.
Medtem ko je bil pomembna osebnost v svetu arhitekture, je bil vidnejši vodilni kipar svojega časa, zaslužen za ustvarjanje baročnega sloga kiparstva. Kot je komentiral neki učenjak: »Kar je Shakespeare za dramo, je Bernini morda za kiparstvo: prvi vseevropski kipar, čigar ime je takoj prepoznavno s posebnim načinom in vizijo in čigar vpliv je bil izjemno močan ...« Poleg tega je bil slikar (večinoma majhna platna v olju) in gledališki človek: pisal je, režiral in igral v predstavah (predvsem karnevalskih satirah), za katere je oblikoval scenografijo in gledališko mašinerijo. Izdelal je tudi modele za široko paleto dekorativnih umetniških predmetov, vključno s svetilkami, mizami, ogledali in celo kočijami.
Kot arhitekt in urbanist je projektiral posvetne stavbe, cerkve, kapele in trge, pa tudi velika dela, ki združujejo arhitekturo in kiparstvo, zlasti dovršene javne fontane in nagrobne spomenike ter celo vrsto začasnih objektov (v štukaturi in lesu) za pogrebe in festivale. Njegova široka tehnična vsestranskost, brezmejna kompozicijska inventivnost in čista spretnost pri obdelavi marmorja so zagotovila, da bo veljal za vrednega Michelangelovega naslednika, ki je daleč prekašal druge kiparje njegove generacije. Njegov talent je segal onkraj meja kiparstva na premislek o okolju, v katerem bi bilo umeščeno; njegovo sposobnost sintetiziranja kiparstva, slikarstva in arhitekture v koherentno konceptualno in vizualno celoto je pokojni umetnostni zgodovinar Irving Lavin označil za »enotnost vizualnih umetnosti«.

## Življenjepis

### Mladost
Bernini se je rodil 7. decembra 1598 v Neaplju Angelici Galante, Neapeljčanki, in manierističnemu kiparju Pietru Berniniju, po rodu iz Firenc. Bil je šesti od njunih trinajstih otrok. Gian Lorenzo Bernini je bil definicija otroškega genija. Bil je »priznan kot čudež, ko je bil star komaj osem let in njegov oče Pietro ga je vztrajno spodbujal. Njegova prezgodnja zrelost mu je prislužila občudovanje in naklonjenost močnih mecenov, ki so ga slavili kot 'Michelangela njegovega stoletja'«. Natančneje, papež Pavel V. je bil tisti, ki je po tem, ko je prvič potrdil dečkovo nadarjenost, znamenito pripomnil: »Ta otrok bo Michelangelo svoje starosti«, kasneje pa je to prerokbo ponovil kardinalu Maffeu Barberiniju (prihodnji papež Urban VIII.), kot poroča Domenico Bernini v svoji biografiji o svojem očetu. Leta 1606 je njegov oče prejel papeško naročilo (da prispeva marmorni relief v Cappella Paolina Santa Maria Maggiore) in se tako preselil iz Neaplja v Rim, s seboj vzel celotno družino in resno nadaljeval z usposabljanjem svojega sina Gian Lorenza.
Več ohranjenih del, ki segajo okoli leta 1615–1620, so po splošnem soglasju znanstvenikov skupna prizadevanja tako očeta kot sina: vključujejo Favna dražijo putti (okoli 1615, Metropolitanski muzej, NYC), Deček z zmajem (okoli 1616). –17, Muzej Getty, Los Angeles), Aldobrandinijevi Štirje letni časi (okoli 1620, zasebna zbirka) in nedavno odkrit doprsni kip Odrešenik (1615–16, New York, zasebna zbirka). Nekaj časa po prihodu družine Bernini v Rim se je razširila beseda o velikem talentu dečka Giana Lorenza in kmalu je pritegnil pozornost kardinala Scipiona Borgheseja, nečaka vladajočega papeža Pavla V., ki je o fantu geniju govoril njegov stric. Berninija so zato predstavili pred papežem Pavlom V., radoveden, ali so zgodbe o talentu Giana Lorenza resnične. Fant je improviziral skico sv. Pavla za presenečenega papeža in to je bil začetek, da je papež posvetil pozornost temu mlademu talentu.
Ko so ga pripeljali v Rim, je le redko zapustil njegovo obzidje, razen (precej proti svoji volji) za petmesečno bivanje v Parizu v službi kralja Ludvika XIV. in kratka potovanja v bližnja mesta (vključno v Civitavecchio, Tivoli in Castelgandolfo). predvsem zaradi službenih razlogov. Rim je bil Berninijevo mesto: »Ustvarjen si za Rim,« mu je rekel papež Urban VIII., »in Rim zate.« Bilo je v tem svetu Rima 17. stoletja in mednarodne versko-politične moči, ki je tam prebivala. da je Bernini ustvaril svoja največja dela. Berninijeva dela so zato pogosto označena kot popolni izrazi duha samozavestne, zmagoslavne, a samoobrambne protireformacijske rimskokatoliške cerkve. Vsekakor je bil Bernini človek svojega časa in globoko religiozen (vsaj pozneje v življenju), vendar njega in njegove umetniške produkcije ne smemo reducirati zgolj na instrumente papeštva in njegovih politično-doktrinarnih programov, vtis, vtis, ki ga na trenutke sporočajo dela treh najuglednejših Berninijevih učenjakov, Rudolfa Wittkowerja, Howarda Hibbarda in Irvinga Lavina. Kot trdi nedavna revizionistična monografija Tomasa Montanarija, La libertà di Bernini (Torino: Einaudi, 2016), in antihagiografska biografija Franca Mormanda, Bernini: Njegovo življenje in njegov Rim (Bernini: His Life and His Rome, Chicago: University of Chicago Press, 2011), ponazarja Bernini in njegova umetniška vizija je ohranila določeno mero svobode od miselnosti in običajev protireformacijskega katolicizma.

### Partnerstvo s Scipionom Borghesejem
Pod pokroviteljstvom ekstravagantno bogatega in najvplivnejšega kardinala Scipiona Borgheseja je mladi Bernini hitro zaslovel kot kipar. Med njegovimi zgodnjimi deli za kardinala so bili okrasni deli za vrt vile Borghese, kot je Koza Amalthea z dojenčkom Jupitrom in Favnom. To marmornato skulpturo (izdelano pred letom 1615) strokovnjaki na splošno smatrajo za najzgodnejše delo, ki ga je v celoti izdelal sam Bernini. Med Berninijevimi najzgodnejšimi dokumentiranimi deli je njegovo sodelovanje pri očetovem naročilu kardinala Maffea Barberinija februarja 1618 za izdelavo štirih marmornih puttov za družinsko kapelo Barberini v cerkvi Sant'Andrea della Valle, pri čemer je pogodba določala, da bo njegov sin Gian Lorenzo pomagal pri izvedbi kipov. Iz leta 1618 sega tudi pismo Maffea Barberinija v Rim njegovemu bratu Carlu v Firence, ki omenja, da je on (Maffeo) razmišljal o tem, da bi mladega Giana Lorenza prosil, naj dokonča enega od kipov, ki jih je Michelangelo pustil nedokončana in je bil takrat v lasti Michelangelovega vnuka, ki ga je Maffeo upal kupiti, kar je bil izjemen dokaz velike spretnosti, za katero so verjeli, da jo ima že mladi Bernini.
Čeprav se je Michelangelovo naročilo za dokončanje kipa izjalovilo, je bilo mlademu Berniniju kmalu zatem (leta 1619) naročeno popravilo in dokončanje slavnega antičnega dela, spečega Hermafrodita v lasti kardinala Scipioneja Borgheseja (Galleria Borghese, Rim) in kasneje (okoli 1622) obnovil tako imenovani Ludovisijev Ares (Palazzo Altemps, Rim).
Iz tega zgodnjega obdobja sta tudi tako imenovani Prekleta duša in Blažena duša iz okoli leta 1619, dva majhna marmorna doprsna kipa, na katera je morda vplival niz grafik Pietra de Jodeja I. ali Karla van Malleryja, vendar sta bila v resnici nedvoumno katalogizirana v inventarju njihovega prvega dokumentiranega lastnika, Fernanda de Botinete y Acevedo, kot upodobitev nimfe in satira, ki sta običajno povezana v starodavnih kiparstvih (ni jih naročil niti nikoli ni pripadal niti Scipioneju Borgheseju niti, kot večina znanstvenikov zmotno trdi, španskemu kleriku Pedru Foix Montoya). Pri dvaindvajsetih je Bernini veljal za dovolj nadarjenega, da so mu naročili papeški portret, Doprsni kip papeža Pavla V., ki je zdaj v muzeju J. Paul Getty.
Berninijev sloves pa so dokončno utrdile štiri mojstrovine, ustvarjene med letoma 1619 in 1625, ki so zdaj vse razstavljene v galeriji Borghese v Rimu. Za umetnostnega zgodovinarja Rudolfa Wittkowerja so ta štiri dela – Enej, Anhiz in Askanij  (1619), Ugrabitev Perzefone (1621–22), Apolon in Dafne (1622–1625) in David (1623–24) – »uvedla nova doba v zgodovini evropskega kiparstva«. To stališče ponavljajo drugi učenjaki, kot je Howard Hibbard, ki je razglasil, da v celotnem 17. stoletju »ni bilo kiparjev ali arhitektov, primerljivih z Berninijem«. Bernini je prilagodil klasično veličino renesančnega kiparstva in dinamično energijo manierističnega obdobja, skoval novo, izrazito baročno zasnovo religioznega in zgodovinskega kiparstva, močno prežeto z dramatičnim realizmom, vzbujajočimi čustvi in dinamičnimi gledališkimi kompozicijami. Berninijeve zgodnje kiparske skupine in portreti kažejo »obvladovanje človeške oblike v gibanju in tehnično prefinjenost, ki ji tekmujejo le največji kiparji klasične antike«. Poleg tega je imel Bernini sposobnost upodabljanja zelo dramatičnih pripovedi z liki, ki kažejo intenzivno psihološko držo, pa tudi za organizacijo velikih kiparskih del, ki izražajo veličastno veličino.
V nasprotju s skulpturami njegovih predhodnikov se te osredotočajo na specifične točke pripovedne napetosti v zgodbah, ki jih poskušajo povedati: Enej in njegova družina bežijo iz goreče Troje; trenutek, ko Pluton končno zgrabi lovljeno Perzefono; natančen trenutek, ko Apolon vidi, kako se njegova ljubljena Dafne začne spreminjati v drevo. Gre za prehodne, a dramatično močne trenutke v vsaki zgodbi. Berninijev David je še en razburljiv primer tega. Michelangelov nepremični, idealizirani David prikazuje subjekt, ki drži kamen v eni roki in fračo v drugi ter razmišlja o bitki; podobno nepremične različice drugih renesančnih umetnikov, vključno z Donatellovo, prikazujejo subjekt v njegovem zmagoslavju po bitki z Goljatom. Bernini ponazarja Davida med njegovim aktivnim bojem z velikanom, ko zasuka svoje telo, da bi se katapultiral proti Goljatu. Da bi poudaril te trenutke in zagotovil, da jih bo gledalec cenil, je Bernini skulpture zasnoval z določenim vidikom v mislih, čeprav jih je izklesal v celoti v krogu. Njihova prvotna namestitev v vili Borghese je bila ob stenah, tako da je bil prvi pogled gledalcev dramatičen trenutek pripovedi.
Posledica takšnega pristopa je vlaganje skulpture z večjo psihološko energijo. Gledalec lažje oceni stanje duha likov in zato razume širšo zgodbo na delu: Dafnina široko odprta usta v strahu in osuplosti, David, ki se odločno osredotočeno ugrizne v ustnico, ali Perzefona, ki se obupano bori, da bi se osvobodila. Poleg prikazovanja psihološkega realizma kažejo večjo skrb za predstavljanje fizičnih podrobnosti. Razmršeni Plutonovi lasje, prožno meso Perzefone ali gozd listov, ki začenja ovijati Dafne, vse to kaže na Berninijevo natančnost in veselje do predstavljanja kompleksnih tekstur resničnega sveta v obliki marmorja.

### Papeški umetnik: pontifikat Urbana VIII.
Leta 1621 je papeža Pavla V. Borgheseja na prestolu svetega Petra nasledil drug Berninijev občudovalec, kardinal Alessandro Ludovisi, ki je postal papež Gregor XV.: čeprav je bila njegova vladavina zelo kratka (umrl je leta 1623), je papež Gregor naročil portrete sebe (tako v marmorju kot v bronu) Berniniju. Papež je Berniniju podelil tudi častni naziv Cavaliere, naziv, s katerim so umetnika običajno imenovali do konca življenja. Leta 1623 se je na papeški prestol povzpel njegov prej omenjeni prijatelj in nekdanji učitelj, kardinal Maffeo Barberini, kot papež Urban VIII. Odslej (do Urbanove smrti leta 1644) je Bernini užival skoraj monopolno pokroviteljstvo papeža in družine Barberini. Novi papež Urban naj bi pripomnil: »Zate je velika sreča, o Cavaliere, videti kardinala Maffea Barberinija za papeža, vendar je naša sreča še večja, da je Cavaliere Bernini živ v našem pontifikatu«. Čeprav se mu med vladavino (1644–55) Inocenca X. ni godilo tako dobro, je pod Inocencovim naslednikom Aleksandrom VII. Bernini znova pridobil vrhunsko umetniško prevlado in nadaljeval v zaporednem pontifikatu, ki ga je Klement IX. med svojo kratko vladavino (1667–69) zelo spoštoval.
Pod pokroviteljstvom Urbana VIII. so se Berninijeva obzorja hitro in močno razširila: ni izdeloval le kipov za zasebne rezidence, ampak je igral najpomembnejšo umetniško (in inženirsko) vlogo na mestnem odru kot kipar, arhitekt in urbanist. O tem pričajo tudi njegova uradna imenovanja – »kustos papeške umetniške zbirke, direktor papeške livarne v Castel Sant'Angelo, komisar za fontane na trgu Navona«. Takšni položaji so Berniniju dali priložnost, da pokaže svoje vsestranske sposobnosti po vsem mestu. Na velik protest starejših, izkušenih mojstrov arhitektov je bil leta 1629, po smrti Carla Maderna, skoraj brez arhitekturne izobrazbe imenovan za glavnega arhitekta cerkve svetega Petra. Od takrat naprej bosta Berninijevo delo in umetniška vizija postavljena v simbolno srce Rima.
Berninijeva umetniška premoč pod Urbanom VIII. in Aleksandrom VII. je pomenila, da je lahko zagotovil najpomembnejša naročila v Rimu svojega časa, in sicer različne velike projekte olepševanja na novo dokončane bazilike svetega Petra, dokončane pod papežem Pavlom V. dodali Madernovo ladjo in fasado ter jo končno ponovno posvetil papež Urban VIII 18. novembra 1626 po 150 letih načrtovanja in gradnje. Znotraj bazilike je bil odgovoren za Baldahin, dekoracijo štirih stebrov pod kupolo, Cathedra Petri ali Stol svetega Petra v apsidi, nagrobni spomenik Matilde Toskanske, kapelo Najsvetejšega zakramenta na desni strani ladje ter okrasje (tla, stene in oboki) nove ladje. Baldahin sv. Petra je takoj postal vizualni osrednji del nove bazilike. Berninijeva kreacija s štirimi stebri, oblikovana kot masivni spiralno pozlačen bronast baldahin nad grobnico svetega Petra, je segala skoraj 30 m od tal in je stala približno 200.000 rimskih skudov (približno 8 milijonov ameriških dolarjev v valuti zgodnjega 21. stoletja). »Čisto preprosto«, piše neki umetnostni zgodovinar, »česa takega še nismo videli«. Kmalu po Baldahinu se je Bernini lotil obsežne okrasitve štirih masivnih stebrov na križišču bazilike (tj. struktur, ki podpirajo kupolo), vključno s štirimi ogromnimi, gledališko dramatičnimi kipi, med njimi veličastnega Sv. Longina, ki ga je izdelal sam Bernini (druge tri so delo drugih sodobnih kiparjev Françoisa Duquesnoya, Francesca Mochija in Berninijevega učenca Andree Bolgija).
V baziliki je Bernini začel delati tudi na grobnici za Urbana VIII., ki je bila dokončana šele po Urbanovi smrti leta 1644, ena v dolgi, ugledni seriji grobnic in nagrobnih spomenikov, po katerih je Bernini znan, in tradicionalni zvrsti, na katero je njegov vpliv pustil trajno znamenje, ki so ga poznejši umetniki pogosto kopirali. Dejansko zadnji in najizvirnejši Berninijev nagrobni spomenik, Grobnica papeža Aleksandra VII., v baziliki svetega Petra, po besedah Erwina Panofskega predstavlja sam vrh evropske nagrobne umetnosti, čigar ustvarjalne inventivnosti kasnejši umetniki niso mogli upati, da bi ga presegli. Berninijeva zasnova trga svetega Petra pred baziliko, ki se je začela in v veliki meri dokončala med vladavino Aleksandra VII., je ena njegovih najbolj inovativnih in uspešnih arhitekturnih zasnov, ki je nekdanji nepravilen, nedotaknjen odprt prostor spremenil v estetsko enoten, čustveno vznemirljiv in logistično učinkovit (za kočije in množice), popolnoma v harmoniji z že obstoječimi stavbami in dodaja veličastnost bazilike.
Kljub temu zavzetemu ukvarjanju z velikimi deli javne arhitekture se je Bernini še vedno lahko posvetil svojemu kiparstvu, zlasti portretom v marmorju, pa tudi velikim kipom, kot je sveta Bibiana v naravni velikosti (1624, cerkev Santa Bibiana, Rim). Berninijevi portreti kažejo na njegovo vedno večjo sposobnost, da ujame povsem značilne osebne značilnosti svojih portretirancev, pa tudi njegovo sposobnost, da v hladnem belem marmorju doseže skoraj slikarske učinke, ki s prepričljivim realizmom prikažejo različne površine: človeško meso, lase, blago različnih vrst, kovin itd. Ti portreti so vključevali številne doprsne kipe samega Urbana VIII., družinski doprsni kip Francesca Barberinija in predvsem dva doprsna kipa Scipione Borgheseja, drugega je na hitro ustvaril Bernini, potem ko so v marmorju prvega našli napako. Umetnostni zgodovinarji pogosto opažajo minljivo naravo izraza na Scipionovem obrazu, ikono baročne skrbi za predstavljanje minljivega gibanja v statičnih umetninah. Rudolfu Wittkowerju »opazovalec čuti, da se v hipu ne spremenita samo izraz in odnos, temveč tudi gube ležerno urejenega plašča«.
Drugi marmorni portreti v tem obdobju so portret Costanze Bonarelli (izdelan okoli leta 1637), nenavaden v svoji bolj osebni, intimni naravi. (V času kiparjenja portreta je imel Bernini afero s Costanzo, ženo enega od njegovih pomočnikov, kiparja Mattea.) Dejansko se zdi, da je bil to prvi marmorni portret nearistokratske ženske, ki ga je ustvaril velik umetnik v evropski zgodovini.
Od poznih 1630-ih, danes v Evropi znan kot eden najuspešnejših portretistov v marmorju, je Bernini začel prejemati tudi kraljeva naročila izven Rima, za subjekte, kot so francoski kardinal Richelieu, Francesco I. d'Este, vplivni vojvoda Modene, Karel I. Angleški in njegova žena, kraljica Henrietta Maria. Kip Karla I. je bil izdelan v Rimu iz trojnega portreta (olje na platnu), ki ga je izdelal Van Dyck in je danes ohranjen v britanski kraljevi zbirki. Karlov doprsni kip je bil izgubljen v požaru v palači Whitehall leta 1698 (čeprav je njegova zasnova znana po sodobnih kopijah in risbah), kipa Henriette Marie pa niso izdelali zaradi izbruha angleške državljanske vojne.

### Začasni mrk in ponovni vzpon pod Inocencem X.
Leta 1644, s smrtjo papeža Urbana, s katerim je bil Bernini tako tesno povezan, in vzponom na oblast Barberinijevega sovražnika, papeža Inocenca X. Pamfila, je Berninijeva kariera doživela velik mrk brez primere, ki je trajal štiri leta. To ni imelo opraviti le z Inocencovo protibarberinijevo politiko, ampak tudi z Berninijevo vlogo pri katastrofalnem projektu novih zvonikov za baziliko svetega Petra, ki ga je v celoti zasnoval in nadziral Bernini. Razvpita afera z zvonikom naj bi bila največji neuspeh v njegovi karieri, tako v strokovnem kot v finančnem smislu. Leta 1636 je papež Urban v želji, da bi končno dokončal zunanjost cerkve sv. Petra, naročil Berniniju, naj načrtuje in zgradi dva, dolgo načrtovana zvonika za njeno pročelje: temelji obeh stolpov so bili že zasnovani in zgrajeni (in sicer zadnji traveji na obeh skrajnih delih fasade), ki jih je desetletja prej naredil Carlo Maderno (arhitekt ladje in fasade). Ko je bil prvi stolp dokončan leta 1641, so se na fasadi začele pojavljati razpoke, a zanimivo je, da so se dela kljub temu nadaljevala na drugem stolpu z dokončanjem prvega nadstropja. Kljub prisotnosti razpok so se dela ustavila šele julija 1642, ko je bila papeška zakladnica izčrpana zaradi katastrofalne Castrove vojne. Ker so vedeli, da se Bernini ne more več zanašati na zaščito naklonjenega papeža, so njegovi sovražniki (zlasti Francesco Borromini) zaradi razpok sprožili velik preplah in napovedali katastrofo za celotno baziliko in krivdo v celoti pripisali Berniniju. Kasnejše preiskave so dejansko razkrile vzrok za razpoke kot Madernove pomanjkljive temelje in ne Berninijevo dovršeno zasnovo, kar je kasneje potrdila natančna preiskava, izvedena leta 1680 pod papežem Inocencem XI.
Kljub temu je Berninijevim nasprotnikom v Rimu uspelo resno škodovati ugledu Urbanovega umetnika in prepričati papeža Inocenca, da je (februarja 1646) odredil popolno porušenje obeh stolpov, na Berninijevo veliko ponižanje in celo finančno škodo (v obliki znatne denarne kazni). za neuspeh dela. Po tem, enem redkih neuspehov v svoji karieri, se je Bernini umaknil vase: po besedah njegovega sina Domenica, je bil njegov poznejši nedokončani kip iz leta 1647, Resnica, ki jo je razkril Čas, namenjen njegovemu samotolažilnemu komentarju o tej aferi, ki izraža njegovo vero, da bo sčasoma Čas razkril dejansko resnico za zgodbo in ga v celoti oprostil krivde, kot se je res zgodilo.
Čeprav v prvih letih novega papeževanja ni prejel nobenih osebnih naročil od Inocenca ali družine Pamfilj, Bernini ni izgubil nekdanjih položajev, ki so mu jih podelili prejšnji papeži. Inocenc X. je vzdrževal Berninija v vseh uradnih vlogah, ki mu jih je dal Urban, vključno s tistim glavnega arhitekta sv. Petra. Pod Berninijevim načrtom in vodstvom se je nadaljevalo delo pri okraševanju masivne, nedavno dokončane, a še vedno popolnoma neokrašene ladje sv. Petra, z dodatkom dovršenega večbarvnega marmornega tlaka, marmorne obloge na stenah in pilastrih ter številnih štukaturnih kipov in reliefov. Ni brez razloga, da je papež Aleksander VII. nekoč pošalil: »Če bi odstranili iz cerkve svetega Petra vse, kar je naredil Cavalier Bernini, bi ta tempelj ogolil«. Glede na vsa njegova številna in raznolika dela v baziliki v več desetletjih je prav Bernini tisti, ki nosi levji delež odgovornosti za končno in trajno estetsko podobo ter čustveni učinek cerkve sv. Petra. Prav tako mu je bilo dovoljeno nadaljevati delo na grobnici Urbana VIII., kljub Inocenčevi nepatiji do Barberinijev. Nekaj mesecev po dokončanju Urbanove grobnice je leta 1648 Bernini v spornih okoliščinah zmagal pri Pamfiljevem naročilu za prestižni vodnjak štirih rek na Piazza Navona, ki je označil konec njegove sramote in začetek še enega veličastnega poglavja v njegovem življenju.
Če so obstajali dvomi o Berninijevem položaju kot najpomembnejšem rimskem umetniku, jih je dokončno odstranil brezpogojni uspeh čudovitega in tehnično domiselnega Vodnjaka štirih rek, ki prikazuje težak starodavni obelisk, postavljen nad praznino, ki jo je ustvarila jami podobna skalna formacija, postavljena v središče oceana eksotičnih morskih bitij. Bernini je še naprej prejemal naročila od papeža Inocenca X. in drugih višjih članov rimske duhovščine in aristokracije, pa tudi od vzvišenih mecenov zunaj Rima, kot je Francesco d'Este. Ko si je Bernini hitro opomogel od ponižanja z zvonikom, se je brezmejna ustvarjalnost nadaljevala kot prej. Oblikovani so bili novi tipi pogrebnih spomenikov, kot je v cerkvi Santa Maria sopra Minerva navidezno lebdeči medaljon, ki tako rekoč lebdi v zraku, za pokojno nuno Mario Raggi, medtem ko so bile kapele, ki jih je načrtoval, kot je Raimondijeva kapela v cerkvi San Pietro in Montorio je ponazoril, kako lahko Bernini uporabi skrito osvetlitev, da bi namigoval na božanski poseg v pripovedi, ki jih je upodabljal.
Eno najbolj dovršenih in slavnih del, ki so nastala izpod Berninijevih rok v tem obdobju, je bila kapela družine Cornaro v majhni karmeličanski cerkvi Santa Maria della Vittoria v Rimu. Kapela Cornaro (slavnostno odprta leta 1651) je pokazala Berninijevo sposobnost povezovanja kiparstva, arhitekture, fresk, štukature in razsvetljave v »čudovito celoto« (bel composto, če uporabimo izraz zgodnjega biografa Filippa Baldinuccija za opis njegovega pristopa k arhitekturi) in tako ustvarimo kar je učenjak Irving Lavin poimenoval »enotno umetniško delo«. Osrednji poudarek kapele Cornaro je Zamaknjenje svete Terezije, ki prikazuje tako imenovano transverberacijo španske nune in svetnice mističarke Terezije Avilske. Bernini gledalcu v bleščečem belem marmorju predstavi teatralno nazoren portret omedlevajoče Tereze in tiho nasmejanega angela, ki rahločutno stiska puščico, ki prebada svetničino srce. Na obeh straneh kapele umetnik postavi (v prostore, ki se lahko gledalcu zdijo le gledališke lože), portrete v reliefu različnih članov družine Cornaro – beneške družine, ki je v kapeli obeležena, vključno s kardinalom Federicom Cornarom, ki je kapelo naročil Berniniju – ki se med seboj živahno pogovarjata, domnevno o dogodku, ki se odvija pred njimi. Rezultat je kompleksno, a subtilno orkestrirano arhitekturno okolje, ki zagotavlja duhovni kontekst (nebeško okolje s skritim virom svetlobe), ki gledalcem nakazuje končno naravo tega čudežnega dogodka.
Kljub temu so v času Berninijevega življenja in v naslednjih stoletjih vse do danes Berninijevo Sveto Terezo obtoževali, da je prestopila mejo spodobnosti s seksualizacijo vizualne upodobitve svetničine izkušnje do te mere, da si noben umetnik pred Berninijem ali po njem tega ni upal narediti: upodablja jo v nemogoče mladi kronološki starosti, kot idealizirano nežno lepoto, v napol ležečem položaju z odprtimi usti in narazen razkrečenimi nogami, z razprtimi gubami, z vidno prikazanimi bosimi nogami (Bose karmeličanke, zaradi skromnosti vedno nosijo sandale s težkimi nogavicami) in s serafinom, ki jo je »slekel« tako, da je (po nepotrebnem) razprl njen plašč, da bi s svojo puščico prodrl v njeno srce.
Ne glede na dekorum je bila Berninijeva Tereza še vedno umetniški tour de force, ki vključuje vse številne oblike vizualne umetnosti in tehnike, ki jih je Bernini imel na voljo, vključno s skrito osvetlitvijo, tankimi pozlačenimi tramovi, recesivnim arhitekturnim prostorom, skrivnimi lečami itd. dvajset različnih vrst barvnega marmorja: vsi se združijo, da ustvarijo končno umetniško delo – »izpopolnjen, zelo dramatičen in globoko zadovoljiv brezhibni ansambel«.

### Olepšanje Rima pod Aleksandrom VII.
Papež Aleksander VII. Chigi (1655–1667) je po svojem nastopu na stolici svetega Petra začel uresničevati svoj izjemno ambiciozen načrt, da bi Rim s sistematičnim, drznim (in dragim) urbanističnim načrtovanjem spremenil v veličastno svetovno prestolnico. S tem je uresničil dolgo, počasno obnavljanje mestne slave Rima – renovatio Romae - ki se je začelo v 15. stoletju pod renesančnimi papeži. Med svojim pontifikatom je Aleksander naročil številne obsežne arhitekturne spremembe v mestu – pravzaprav nekatere najpomembnejše v novejši zgodovini mesta in v prihodnjih letih – in izbral Berninija za svojega glavnega sodelavca (čeprav so drugi arhitekti, zlasti Pietro da Cortona, tudi sodelovali). Tako se je začelo še eno izredno plodno in uspešno poglavje v Berninijevi karieri.
Berninijeva glavna naročila v tem obdobju vključujejo trg pred baziliko svetega Petra. V prej širokem, nepravilnem in popolnoma nestrukturiranem prostoru je ustvaril dve masivni polkrožni stebrišči, katerih vsako vrsto tvorijo štirje beli stebri. Posledica tega je bila ovalna oblika, ki je oblikovala vključujočo areno, v kateri so lahko vsi državljani, romarji in obiskovalci bili priča pojavu papeža – bodisi ko se je pojavil na loži na pročelju cerkve svetega Petra ali na balkonih sosednjih vatikanskih palač. Berninijeva stvaritev, ki jo pogosto primerjajo z dvema rokama, ki segata iz cerkve in objemata čakajočo množico, je razširila simbolično veličino vatikanskega območja in ustvarila »razburljivo prostranstvo«, ki je bilo arhitekturno »nedvoumen uspeh«.
Drugje v Vatikanu je Bernini ustvaril sistematične preureditve in veličastno olepšanje praznih ali estetsko nerazločnih prostorov, ki obstajajo, kot jih je zasnoval do danes, in so postali neizbrisne ikone sijaja papeških prostorov. Znotraj doslej neokrašene apside bazilike je bila Cathedra Petri, simbolični Stol svetega Petra, preurejena kot monumentalna ekstravaganca iz pozlačenega brona, ki se je ujemala z Baldahinom, ustvarjenim v začetku stoletja. Berninijeva popolna rekonstrukcija Scala Regia, veličastnega papeškega stopnišča med baziliko sv. Petra in vatikansko palačo, je bila po videzu nekoliko manj bahava, vendar je še vedno obremenjevala Berninijeve ustvarjalne moči (uporabljal je, na primer, pametne trike optične iluzije), da bi ustvaril na videz enotno, povsem funkcionalno, a kljub temu kraljevsko impresivno stopnišče, ki povezuje dve nepravilni zgradbi znotraj še bolj nepravilnega prostora.
Niso bila vsa dela v tem obdobju tako velikega obsega. Dejansko je bilo naročilo, ki ga je Bernini prejel za gradnjo cerkve Sant'Andrea al Quirinale za jezuite, relativno skromno v fizični velikosti (čeprav veliko v svojem notranjem kromatičnem sijaju), ki ga je Bernini izvedel popolnoma brezplačno. Sant'Andrea si je delil s trgom sv. Petra – za razliko od zapletenih geometrij njegovega tekmeca Francesca Borrominija – osredotočenost na osnovne geometrijske oblike, kroge in ovale za ustvarjanje duhovno intenzivnih zgradb. Prav tako je Bernini zmanjšal prisotnost barve in okrasja v teh stavbah, pri čemer je pozornost obiskovalcev usmeril na te preproste oblike, ki so podpirale stavbo. Zasnoval je tudi cerkev Santa Maria dell'Assunzione v mestu Ariccia s krožnim obrisom, zaobljeno kupolo in triločnim portikom.

### Obisk Francije in služenje kralju Ludviku XIV.
Konec aprila 1665 je bil Bernini, ki je še vedno veljal za najpomembnejšega umetnika v Rimu, če že ne v vsej Evropi, pod političnim pritiskom (tako francoskega dvora kot papeža Aleksandra VII.) prisiljen odpotovati v Pariz, da bi delal za kralja Ludvika XIV., ki je zahteval arhitekta, da dokonča delo na kraljevi palači Louvre. Bernini je ostal v Parizu do sredine oktobra. Ludvik XIV. je za Berninijevega prevajalca, turističnega vodnika in splošnega spremljevalca določil člana svojega dvora, Paula Fréarta de Chantelouja, ki je vodil dnevnik Berninijevega obiska, v katerem je zapisano veliko Berninijevega obnašanja in izjav v Parizu. Pisatelj Charles Perrault, ki je bil v tem času pomočnik francoskega finančnega ministra Jean-Baptista Colberta, je prav tako podal poročilo iz prve roke o Berninijevem obisku.
Berninijeva priljubljenost je bila tolikšna, da so se na njegovih sprehodih po Parizu ulice prepletale z občudujočimi množicami. Toda stvari so se kmalu zapletle. Bernini je predstavil dokončane načrte za vzhodno pročelje (tj. nadvse pomembno glavno pročelje celotne palače) Louvra, ki pa so bili nazadnje zavrnjeni, čeprav formalno šele leta 1667, precej po njegovem odhodu iz Pariza (pravzaprav že zgrajeni temelji ker so Berninijev prizidek v Louvru slovesno odprli oktobra 1665 na obsežni slovesnosti, na kateri sta bila prisotna tako Bernini kot kralj Ludvik). V zapisu o Berniniju je pogosto navedeno, da so bili njegovi načrti v Louvru zavrnjeni, ker sta Ludvik in njegov finančni svetovalec Jean-Baptiste Colbert menila, da so preveč italijanski ali preveč baročni. Pravzaprav, kot poudarja Franco Mormando, »estetika ni nikoli omenjena v nobenem od [ohranjenih] zapiskov« Colberta ali katerega koli umetniškega svetovalca na francoskem dvoru. Eksplicitni razlogi za zavrnitve so bili utilitarni, in sicer na ravni fizične varnosti in udobja (npr. lokacija stranišč). Nesporno je tudi, da je med Berninijem in mladim francoskim kraljem obstajal medčloveški konflikt, pri čemer sta se vsak čutila premalo spoštovana s strani drugega. Čeprav njegov načrt za Louvre ni bil zgrajen, je s pomočjo gravur široko krožil po vsej Evropi in njegov neposreden vpliv je viden v kasnejših veličastnih rezidencah, kot je Chatsworth House, Derbyshire, Anglija, sedež vojvod Devonshire.
Drugi projekti v Parizu so doživeli podobno usodo. Z izjemo Chantelouja Berniniju na francoskem dvoru ni uspelo splesti pomembnih prijateljstev. Njegovi pogosti negativni komentarji o različnih vidikih francoske kulture, zlasti o njeni umetnosti in arhitekturi, niso bili dobro sprejeti, zlasti v primerjavi z njegovimi pohvalami umetnosti in arhitekturi Italije (zlasti Rima); rekel je, da je bila slika Guida Renija, oltarna slika Marijinega oznanjenja (takrat v karmeličanskem samostanu, zdaj muzej Louvre), »sama vredna pol Pariza«. Edino delo, ki je ostalo iz njegovega časa v Parizu, je doprsni kip Ludvika XIV., čeprav je veliko prispeval tudi k izvedbi marmornatega reliefa Kristus otrok se igra z žebljem (zdaj v Louvru), ki ga je izdelal njegov sin Paolo kot darilo francoski kraljici. V Rimu je Bernini ustvaril monumentalni Konjeniški kip Ludvika XIV.; ko je končno prispel v Pariz (leta 1685, pet let po umetnikovi smrti), se je francoskemu kralju zdel skrajno odvraten in ga je hotel uničiti; namesto tega je bil ponovno vklesan v upodobitev starorimskega junaka Marka Kurcija.

### Kasnejša leta in smrt
Bernini je ostal fizično in psihično živahen in aktiven v svojem poklicu vse do le dva tedna pred smrtjo, ki je prišla zaradi možganske kapi. Pontifikat njegovega starega prijatelja, Klemena IX., je bil prekratek (komaj dve leti), da bi dosegel več kot dramatično Berninijevo prenovo Ponte Sant'Angelo, medtem ko je umetnikov dodelan načrt pod Klemenom za novo apsido za baziliko Santa Maria Maggiore se je končala neprijetno sredi javnega razburjenja zaradi stroškov in uničenja starodavnih mozaikov, ki jih je povzročilo. Zadnja dva papeža Berninijevega življenja, Klemen X. in Inocenc XI., nista bila posebej blizu ali naklonjena Berniniju in ju ni posebej zanimalo financiranje umetniških del in arhitekture, zlasti glede na katastrofalne razmere v papeški zakladnici. Najpomembnejše Berninijevo naročilo, ki ga je v celoti izvedel v samo šestih mesecih leta 1674, pod Klementom X., je bil kip Blažena Ludovica Albertoni, še ene nune mistike. Delo, ki spominja na Berninijevo Zamaknjenje svete Terezije, je v kapeli, posvečeni Ludoviku, preurejeni pod Berninijevim nadzorom v cerkvi v okrožju Trastevere San Francesco a Ripa, katere fasado je zasnoval Berninijev učenec Mattia de' Rossi.
V zadnjih dveh letih je Bernini izklesal tudi (domnevno za kraljico Christino) Odrešenikov doprsni kip (bazilika San Sebastiano fuori le Mura, Rim) in nadzoroval obnovo zgodovinske Palazzo della Cancelleria, neposredno naročilo papeža Inocenca XI. Slednje naročilo je izjemna potrditev tako Berninijevega stalnega poklicnega slovesa kot dobrega zdravja duha in telesa tudi v visoki starosti, saj ga je papež za to prestižno in najtežjo nalogo izbral med številnimi nadarjenimi mlajšimi arhitekti v Rimu, kot poudarja njegov sin Domenico »propadanje palače napredovalo do te mere, da je bila grožnja njenega skorajšnjega propada precej očitna«.
Kmalu po zaključku slednjega projekta je Bernini umrl na svojem domu 28. novembra 1680 in bil pokopan, z malo javnega pompa, v preprostem, neokrašeni družinski grobnici skupaj s starši v baziliki Santa Maria Maggiore. Čeprav je bil dodelan nagrobni spomenik nekoč načrtovan (dokumentiran z eno samo ohranjeno skico iz okoli leta 1670 učenca Ludovica Gimignanija), ni bil nikoli zgrajen in Bernini je ostal brez trajnega javnega priznanja njegovega življenja in kariere v Rimu do leta 1898, ko so ob obletnici njegovega rojstva na pročelje njegovega doma na Via della Mercede pritrdili preprosto ploščo in majhen doprsni kip, na katerem je pisalo: »Tu je živel in umrl Gianlorenzo Bernini, suveren umetnosti, pred katerim so se spoštljivo klanjali papeži, knezi in množica ljudstev«.

### Osebno življenje
V 1630-ih je imel Bernini afero s poročeno žensko po imenu Costanza (žena njegovega pomočnika v delavnici Mattea Bonucellija, imenovanega tudi Bonarelli) in na vrhuncu njune romance izklesal njen doprsni kip (zdaj v Bargellu v Firencah). Costanza je kasneje imela afero z Berninijevim mlajšim bratom Luigijem, ki je bil Berninijeva desna roka v njegovem ateljeju. Ko je Bernini izvedel za Costanzo in njegovega brata, je v navalu norega besa zasledoval Luigija po ulicah Rima in v baziliko Santa Maria Maggiore ter mu grozil življenje. Da bi kaznoval svojo nezvesto ljubico, je Bernini poslal služabnika v hišo Costanze, kjer jo je služabnik z britvico večkrat prerezal po obrazu. Služabnika so kasneje zaprli, medtem ko je bila Costanza sama zaprta zaradi prešuštva. Papež je Berninija samega oprostil, čeprav je zagrešil zločin, ko je ukazal razrez obraza. Kmalu zatem, maja 1639, se je Bernini pri enainštiridesetih letih po naročilu papeža Urbana v dogovorjeni poroki poročil z dvaindvajsetletno Rimljanko Caterino Tezio. Rodila mu je enajst otrok, vključno z najmlajšim sinom Domenico Berninijem, ki bo kasneje njegov prvi biograf. Po njegovem nikoli ponovljenem izbruhu strasti in krvavega besa ter kasnejši poroki se je Bernini glede na njegove zgodnje uradne biografe bolj iskreno posvetil prakticiranju svoje vere, medtem ko naj bi brat Luigi leta 1670 znova prinesel veliko žalost in škandal svoji družini s sodomističnim posilstvom mlade Berninijeve pomočnice v delavnici na gradbišču spomenika 'Konstantinu' v baziliki svetega Petra.

## Slike in risbe
Bernini bi študiral slikarstvo kot običajen del svojega umetniškega usposabljanja, ki se je začelo v zgodnji adolescenci pod vodstvom njegovega očeta Pietra, poleg nekaj nadaljnjega usposabljanja v ateljeju florentinskega slikarja Cigolija. Njegova najzgodnejša slikarska dejavnost verjetno ni bila več kot občasna zabava, ki jo je izvajal predvsem v mladosti, do sredine 1620-ih, to je do začetka pontifikata papeža Urbana VIII. (vladal 1623–1644), ki je Berniniju ukazal študij slikarstva bolj resno, ker je papež želel, da bi on okrasil blagoslovljeno ložo sv. Petra. Slednje naročilo najverjetneje ni bilo nikoli izvršeno, ker so zahtevane obsežne pripovedne kompozicije preprosto presegale Berninijeve sposobnosti kot slikarja. Po besedah njegovih zgodnjih biografov, Baldinuccija in Domenica Berninija, je Bernini dokončal vsaj 150 platen, večinoma v desetletjih 1620-ih in 1630-ih, vendar trenutno ni več kot 35–40 ohranjenih slik, ki bi jih lahko z gotovostjo pripisali njegovi roki. Ohranjena, varno pripisana dela so večinoma portreti, ki jih vidimo od blizu in na praznem ozadju, uporabljajo samozavestno, resnično briljantno slikarsko potezo (podobno tistemu njegovega španskega sodobnika Velasqueza), brez kakršne koli sledi pedantnosti in zelo omejene palete večinoma toplih, umirjenih barv z globokim chiaroscúrom. Njegovo delo so takoj začeli iskati veliki zbiratelji. Najbolj omembe vrednih med temi ohranjenimi deli je več, živo prodornih avtoportretov (vsi iz sredine 1620-ih – zgodnjih 1630-ih), zlasti tistega v Galeriji Uffizi v Firencah, ki ga je med Berninijevim življenjem kupil kardinal Leopoldo de' Medici. Berninijeva Apostola Andrej in Tomaž v londonski Narodni galeriji je edino umetnikovo platno, katerega avtorstvo, približni datum izdelave (okoli 1625) in izvor (zbirka Barberini, Rim) so zanesljivo znani.
Kar zadeva Berninijeve risbe, jih še vedno obstaja okoli 350; toda to predstavlja majhen odstotek risb, ki bi jih ustvaril v svojem življenju; to so hitre skice v zvezi z velikimi kiparskimi ali arhitekturnimi naročili, predstavitvene risbe, ki jih je dal kot darilo svojim pokroviteljem in aristokratskim prijateljem, ter izvrstne, popolnoma dokončane portrete, kot so portreti Agostina Mascardija (Ecole des Beaux-Arts, Pariz) in Scipioneja Borgheseja ter Sisinio Poli (oboje v knjižnici Morgan v New Yorku).

## Učenci, sodelavci in tekmeci
Med številnimi kiparji, ki so delali pod njegovim nadzorom (čeprav so bili večina že sami po sebi priznani mojstri), so bili Luigi Bernini, Stefano Speranza, Giuliano Finelli, Andrea Bolgi, Giacomo Antonio Fancelli, Lazzaro Morelli, Francesco Baratta, Ercole Ferrata, Francoz Niccolò Sale, Giovanni Antonio Mari, Antonio Raggi in François Duquesnoy. Toda njegova najbolj zaupanja vredna desna roka v kiparstvu je bil Giulio Cartari, medtem ko je bil v arhitekturi Mattia de Rossi, oba sta skupaj z Berninijem odpotovala v Pariz, da bi mu pomagala pri delu za kralja Ludvika XIV. Med drugimi arhitektovimi učenci sta Giovanni Battista Contini in Carlo Fontana, medtem ko je bil pod njegovim velikim vplivom tudi švedski arhitekt Nicodemus Tessin mlajši, ki je po Berninijevi smrti dvakrat obiskal Rim.
Med njegovimi tekmeci v arhitekturi sta bila predvsem Francesco Borromini in Pietro da Cortona. Na začetku svoje kariere so vsi hkrati delali v Palači Barberini, sprva pri Carlu Madernu in po njegovi smrti pod Berninijem. Kasneje pa sta tekmovala za naročila in razvilo se je ostro rivalstvo, zlasti med Berninijem in Borrominijem. V kiparstvu je Bernini tekmoval z Alessandrom Algardijem in Francoisom Duquesnoyem, vendar sta oba umrla desetletja prej kot Bernini (leta 1654 in 1643), tako da je Bernini dejansko ostal brez kiparja z enakim statusom v Rimu. Tudi Francesca Mochija lahko prištejemo med Berninijeve pomembne tekmece, čeprav v svoji umetnosti ni bil tako dovršen kot Bernini, Algardi ali Duquesnoy.
Obstajala je tudi vrsta slikarjev (tako imenovani 'pittori berniniani'), ki so delali pod mojstrovim tesnim vodstvom in včasih po njegovih načrtih, izdelali platna in freske, ki so bili sestavni deli Berninijevih večjih multimedijskih del, kot so npr. cerkve in kapele: Carlo Pellegrini, Guido Ubaldo Abbatini, Francoz Guillaume Courtois (Guglielmo Cortese, znan kot »Il Borgognone«), Ludovico Gimignani in Giovanni Battista Gaulli (ki je po Berninijevi zaslugi dobil cenjeno naročilo za fresko na oboku jezuitske matične cerkve Il Gesù Berninijevega prijatelja, jezuitskega generalnega predstojnika Gian Paola Olive). Kar zadeva Caravaggia, se v vseh obsežnih Berninijevih virih njegovo ime pojavi samo enkrat, v Chanteloujevem dnevniku, kjer je zapisana Berninijeva omalovažujoča pripomba o njem (natančneje njegova Vedeževalka, ki je pravkar prispela iz Italije kot darilo Pamfila kralju Ludviku XIV.). Vendar pa je vprašanje, koliko je Bernini res preziral Caravaggievo umetnost, predmet razprave, medtem ko so bili podani argumenti v prid močnemu vplivu Caravaggia na Berninija. Bernini bi seveda veliko slišal o Caravaggiu in videl številna njegova dela, ne samo zato, ker se je bilo v tistem času v Rimu takšnemu stiku nemogoče izogniti, ampak tudi zato, ker je Caravaggio med svojim življenjem pridobil ugodno pozornost Berninijevih zgodnjih mecenov, tako Borgheseje kot Barberinije. Pravzaprav, podobno kot Caravaggio, je Bernini uporabljal gledališko luč kot pomembno estetsko in metaforično sredstvo v svojih religioznih okoljih, pri čemer je pogosto uporabljal skrite vire svetlobe, ki bi lahko okrepili fokus verskega čaščenja ali okrepili dramatični trenutek kiparske pripovedi.

## Slog
Kot kipar Bernini poudarja močan napredek, dramatičnost, igro svetlobe in sence. Material (kamen in bron) obvlada s popolno virtuoznostjo. Prekinil je s tradicijo visoko renesančne plastike, ki je v 16. stoletju prešla v linearno akademsko maniro. Njegovi liki so bili izdelani v polnem fantazijskem zamahu.
V portretih postavlja težišče na skrajno natančnost izdelave in podobnost z modelom. On je lansiral lik angela, ki se je v celem baroku pojavljal v jezuitskih cerkvah.
Tudi v starosti, ko so njegova dela že odražala znake utrujenosti, je Bernini razvijal veliko aktivnost in ni izgubil invencije.
Papeški Rim se je v 17. stoletju zahvalil odličnim delom kiparja Berninija, ki so ga tako od takrat naprej šteli kot začetniku monumentalnega in dekorativnega baroka. Njegove zamisli in koncepcije so v arhitekturi trajale še 80 - 90 let in so se odražale v urbanističnem planu Rima še dve naslednji stoletji.
Umrl je v Rimu v starosti 81 let. V vsem tem času je služil osmim papežem in bil pred smrtjo globoko cenjen, ne kot samo najboljši evropski umetnik, temveč tudi kot eden največjih mož tedanjega časa.

## Zapuščina
Kot je povzel en Berninijev proučevalec: »Morda je najpomembnejši rezultat vseh [Berninijevih] študij in raziskav v zadnjih nekaj desetletjih vrnitev Berninijevemu statusu velikega, glavnega junaka baročne umetnosti, tistega, ki je bil sposoben ustvarjati nesporne mojstrovine, izvirno in genialno razlagati nove duhovne občutke tistega časa, dati mestu Rim popolnoma nov obraz in poenoteti [umetniški] jezik tistega časa.«
Le nekaj umetnikov je imelo tako odločilen vpliv na fizični videz in čustveni značaj mesta, kot ga je imel Bernini na Rim. Ohranil je nadzorni vpliv na vse vidike svojih številnih in velikih naročil ter na tiste, ki so mu pomagali pri njegovem izvajanju, vendar je lahko skozi desetletja dela s svojim dolgim in produktivnim življenjem uresničil edinstveno in harmonično enotno vizijo. Čeprav je do konca Berninijevega življenja prišlo do odločne reakcije proti njegovi znamki razkošnega baroka, je dejstvo, da so kiparji in arhitekti še naprej preučevali njegova dela in nanje vplivali še nekaj desetletij (poznejši vodnjak Trevi Nicola Salvija [otvoritev leta 1735] je odličen primer trajnega postmortalnega vpliva Berninija na pokrajino mesta).
V 18. stoletju so Bernini in skoraj vsi baročni umetniki padli v nemilost neoklasicističnih kritikov baroka, ki je bila namenjena predvsem domnevno ekstravagantnim (in s tem nezakonitim) odmikom od neokrnjenih, treznih vzorcev grške in rimske antike. Umetnostnozgodovinska znanost je šele v poznem 19. stoletju v iskanju objektivnejšega razumevanja umetniške produkcije v posebnem kulturnem kontekstu, v katerem je nastala, brez apriornih predsodkov neoklasicizma začela priznavati Berninijeve dosežke in mu počasi začela vračati umetniški ugled. Vendar pa je reakcija proti Berniniju in preveč čutnemu (in zato dekadentnemu), preveč čustveno nabitemu baroku v večji kulturi (zlasti v nekatoliških državah severne Evrope in zlasti v viktorijanski Angliji) ostala v veljavi vse do 20. stoletja (najbolj opazno je javno omalovaževanje Berninija s strani Francesca Milizie, Joshue Reynoldsa in Jacoba Burkhardta). Večina priljubljenih turističnih vodnikov iz 18. in 19. stoletja po Rimu ne upošteva Berninija in njegovega dela ali pa ga obravnava z zaničevanjem, kot v primeru najbolje prodajanih Walks in Rome (22 izdaj med letoma 1871 in 1925) Augustusa J.C. Hareja, ki opisuje angele na Ponte Sant'Angelo kot »Berninijeve vetrne norce«.
Toda zdaj v 21. stoletju sta bila Bernini in njegov barok navdušeno obnovljena, tako kritična kot priljubljena. Od obletnice njegovega rojstva leta 1998 je bilo po vsem svetu, zlasti v Evropi in Severni Ameriki, veliko razstav o vseh vidikih njegovega dela, ki so razširile naše znanje o njegovem delu in njegovem vplivu. Konec 20. stoletja so Berninija (preden je Italija prešla na evro) spomnili na sprednji strani bankovca za 50.000 lir Banca d'Italia, na hrbtni strani pa je bil prikazan njegov konjeniški kip Konstantina. Še en izjemen znak Berninijevega trajnega ugleda je odločitev arhitekta I. M. Peija, da vstavi zvest izvod svojega konjeniškega kipa kralja Ludvika XIV. kot edini okrasni element v svoji masivni modernistični prenovi vhodnega trga v muzej Louvre, dokončan z velikim priznanjem leta 1989 in z velikansko piramido v steklu. Leta 2000 najbolje prodajani romanopisec Dan Brown je postavil Berninija in več njegovih rimskih del v središče svojega političnega trilerja Angeli in demoni, medtem ko je britanski romanopisec Iain Pears naredil pogrešani Berninijev doprsni kip za osrednji del njegove najbolj prodajane skrivnosti umora, The Bernini Bust (2003).

## Izbrana dela

### Kipi
- Koza Amalthea z dojenčkom Jupitrom in Favnom, tudi Koza Amateja doji malega Zevsa in satira (ok. 1609–1615) marmor, višina 44 cm, Galerija Borghese, Rim
- Doprsni kip Giovannija Battiste Santonija (ok. 1613–1616) marmor, naravna velikost, Santa Prassede, Rim
- Otroci dražijo Favna (1616–17) marmor, višina 132 cm, Metropolitanski muzej umetnosti, New York
- Mučeništvo svetega Lovrenca (1617) marmor, 66 cm x 108 cm, Galerija Uffizi, Firence
- Sveti Sebastijan (1617–18), marmor, naravna velikost, muzej Thyssen-Bornemisza, Madrid
- Doprsni kip Giovannija Vigevana (1617–18) marmorna grobnica, naravna velikost, Santa Maria sopra Minerva, Rim
- Doprsni kip papeža Pavla V. (1618) marmor, 35 cm, Galerija Borghese, Rim
- Enej, Anhiz in Askanij ali Enej z očetom in sinom beži iz Troje (1618–1919) marmor, višina 220 cm, Galerija Borghese, Rim
- Prekleta duša (1619) marmor, naravna velikost, Palazzo di Spagna, Rim
- Blažena duša (1619) marmor, naravna velikost, Palazzo di Spagna, Rim
- Neptun in Triton (1620) marmor, višina 182 cm, Victoria and Albert Museum, London
- Ugrabitev Perzefone (1621–22) marmor, višina 225 cm, Galerija Borghese, Rim
- Doprsni kip papeža Gregorja XV. (1621) marmor, višina 64 cm, Umetnostna galerija Ontario, Toronto
- Doprsni kip monsignorja Pedra de Foixa Montoye (ok. 1621) marmor, naravna velikost, Santa Maria di Monserrato, Rim
- Doprsni kip kardinala Escoubleauja de Sourdisa (1622) marmor, naravna velikost, Musée d'Aquitaine, Bordeaux
- Apolon in Dafne (1622–1625) marmor, višina 243 cm, Galerija Borghese, Rim
- Doprsni kip Antonia Cepparella (1622) marmor, Museo di San Giovanni dei Fiorentini, Rim
- David (1623–24) marmor, višina 170 cm, Galerija Borghese, Rim
- Sveta Bibiana (1624–1626) marmor, naravna velikost, Santa Bibiana, Rim
- Baldahin sv. Petra (1623–1634) bron, delno pozlačen, 20 m, bazilika sv. Petra, Vatikan
- Doprsni kip Francesca Barberinija (1626) marmor, višina 80 cm, Narodna galerija umetnosti, Washington, D.C.
- Dobrodelnost s štirimi otroki (1627–28) terakota, višina 39 cm, Vatikanski muzeji, Vatikan
- Grobnica papeža Urbana VIII (1627–1647) bron in marmor, večja od naravne velikosti, bazilika sv. Petra, Vatikan
- Sveti Longin (1631–1638) marmor, višina 440 cm, bazilika sv. Petra, Vatikan
- Dva doprsna kipa kardinala Scipiona Borgheseja (1632) iz marmorja, višina 78 cm, Galerija Borghese, Rim
- Doprsni kip Costanze Bonarelli (1635) marmor, višina 72 cm, Museo Nazionale del Bargello, Firence
- Doprsni kip Thomasa Bakerja (1638) marmor, višina 82 cm, Victoria and Albert Museum, London
- Doprsni kip kardinala Richelieuja (1640–41), marmor, naravna velikost, Louvre, Pariz
- Resnica, ki jo je razkril Čas (1645–1652) marmor, višina 280 cm, Galerija Borghese, Rim
- Spomenik Mariji Raggi (1647–1653) pozlačen bron in barvni marmor, Santa Maria sopra Minerva v naravni velikosti, Rim
- Zamaknjenje svete Terezije (1647–1652) marmor, naravna velikost, Cappella Cornaro, Santa Maria della Vittoria, Rim
- Loggia ustanoviteljev (1647–1652) marmor, naravna velikost, Cappella Cornaro, Santa Maria della Vittoria, Rim
- Corpus (1650) bron, naravna velikost, Umetnostna galerija Ontario, Toronto
- Doprsni kip Francesca I. d'Este (1650–51) marmor, višina 107 cm, Galleria Estense, Modena
- Konstantinova vizija (1654–1670) marmor, Vatikanski muzeji, Apostolska palača, Vatikan]]
- Daniel in Lev (1655) terakota, višina 41,6 cm, Vatikanski muzeji, Vatikan
- Daniel in lev (Bernini, kapela Chigi) (1655–56) marmor, Santa Maria del Popolo, Rim
- Habakuk in angel (1655) terakota, višina 52 cm, Vatikanski muzeji, Vatikan
- Habakuk in angel (1656-1661) marmor, Santa Maria del Popolo, Rim
- Oltarni križ (1657–1661) pozlačen bronast korpus na bronastem križu, višina 45 cm, bazilika sv. Petra, Vatikan
- Stol svetega Petra (1657–1666) marmor, bron, bela in zlata štukatura, bazilika sv. Petra, Vatikan
- Kip svetega Avguština (1657–1666) bron, bazilika sv. Petra, Vatikan
- Sveta Hieronim in Marija Magdalena (1661–1663) marmor, višina 180 cm, Cappella Chigi, Sienska stolnica, Siena
- Konstantin, Scala Regia (1663–1670) marmor s poslikano štukaturno draperijo, Scala Regia, Apostolska palača, Vatikan
- Doprsni kip Ludvika XIV. (1665) Beli marmor, višina 105 cm, Salon de Diane, Musée National de Versailles, Versailles
- Slon in obelisk (postavljen 1667) marmor, Piazza di Santa Maria sopra Minerva, Rim
- Stoječi angel z zvitkom (1667–68) glina, terakota, višina: 29,2 cm, Fogg Museum, Cambridge
- Angeli Ponte Sant'Angelo (1667–1669) marmor, Ponte Sant'Angelo, Rim
- Angel s trnovo krono (1667–1669), marmor, v naravni velikosti, Sant'Andrea delle Fratte, Rim
- Angel z napisom (1667–1669) marmor, v naravni velikosti, Sant'Andrea delle Fratte, Rim
- Doprsni kip Gabriele Fonseca (1668–1675) marmor, v naravni velikosti, San Lorenzo in Lucina, Rim
- Konjeniški kip Ludvika XIV. (1669–1684) marmor, višina 76 cm, Versajska palača, Versailles
- Blažena Ludovica Albertoni (1671–1674) marmor, Cappella Altieri-Albertoni, San Francesco a Ripa, Rim
- Grobnica papeža Aleksandra VII. (1671–1678) marmor in pozlačen bron, v naravni velikosti, bazilika sv. Petra, Vatikan

### Arhitekture in vodnjaki
- Trg svetega Petra (1656–1667) marmor, granit, travertin, Vatikan
- Sant'Andrea al Quirinale, Via XX Settembre
- Fontana della Barcaccia (1627) marmor, Španski trg, Rim
- Tritonov vodnjak (1624–1643) travertin, v naravni velikosti, Piazza Barberini, Rim
- Vodnjak čebel (1644) travertin, Piazza Barberini, Rim
- Vodnjak štirih rek (1648–1651) travertin in marmor, Piazza Navona, Rim
- Fontana del Moro (1653–54) marmor, Piazza Navona, Rim

### Slike
- Avtoportret kot mladenič (ok. 1623) olje na platnu, Galerija Borghese, Rim
- Portret papeža Urbana VIII. (okoli 1625) olje na platnu, Galleria Nazionale d'Arte Antica, Rim
- Sveti Andrej in sveti Tomaž (ok. 1627) olje na platnu, 59 x 76 cm, Narodna galerija, London
- Avtoportret kot zrel moški (1630–35), olje na platnu, Galerija Borghese, Rim
- Avtoportret kot zrel moški (1635-1638) olje na platnu, Muzej Prado, Madrid [67]
- Portret dečka (ok. 1638) olje na platnu, Galerija Borghese, Rim
- Kristus zasmehovan (ok. 1644–55) olje na platnu, zasebna zbirka, London

## Galerija
- Prekleta duša
- Blažena duša
- Doprsni kip Antonia Cepparellija
- Doprsni kip papeža Urbana VIII.
- Doprsni kip monsignorja Carla Antonia dal Pozza
- Avtoportret
- Neptun in Triton
- Zamaknjenje svete Terezije. Model iz terakote [68]

- Kolonada svetega Petra
- Baldahin svetega Petra
- Ponte St. Angelo
- Vodnjak štirih rek. Bron.